# Heinrich Danneil
Heinrich Danneil (* 25. März 1872 in Niederndodeleben; † 26. März 1942 in Neinstedt) war ein evangelischer Theologe.
Bis 1884 wurde Heinrich Danneil von seinem Vater Friedrich Hermann Otto Danneil unterrichtet. Anschließend ging er an das Kloster Unser Lieben Frauen in Magdeburg, wo Danneil 1890 das Abitur ablegte. Hiernach begann er ein evangelisches Theologiestudium in Greifswald, welches er in den Jahren 1891 bis 1893 in Halle (Saale) fortsetzte. 1895 legte Heinrich Danneil das theologische Examen ab. Nachdem er zwei Jahre als Hauslehrer in Bad Soden am Taunus gearbeitet hatte, war er bis 1900 Hilfsprediger seines Vaters in Jersleben an der Sankt-Petri-und-Pauli-Kirche. Hiernach wechselte er als Hilfsprediger nach St. Jakobi in Schönebeck. 1910 wurde Danneil dort Oberpfarrer. 1915 trat er die Pfarrstelle an der St.-Ulrich-und-Levin-Kirche in Magdeburg an, wo Danneil 1922 zum Oberpfarrer bestellt wurde. Diesen Posten behielt er bis zu seiner Pensionierung 1934.
Seit 1923 war er gleichzeitig Magdeburger Superintendent. 1926 übernahm Heinrich Danneil die Herausgabe des Magdeburger Kirchenblattes. Des Weiteren war er Mitglied im Evangelischen Bund.
| Personendaten    | Personendaten                    |
| ---------------- | -------------------------------- |
| NAME             | Danneil, Heinrich                |
| KURZBESCHREIBUNG | deutscher evangelischer Theologe |
| GEBURTSDATUM     | 25. März 1872                    |
| GEBURTSORT       | Niederndodeleben                 |
| STERBEDATUM      | 26. März 1942                    |
| STERBEORT        | Neinstedt                        |